# NGC 1474
NGC 1474 este o galaxie spirală situată în constelația Taurul. A fost descoperită în 5 octombrie 1864 de către Albert Marth.